# أبو الحسن بن المرزبان
أبو الحسن علي بن أحمد بن المرْزُبان البغدادي (المتوفى 366 هـ الموافق 977 م،) فقيه شافعي مجتهد من أصحاب الوجوه. تفقه على أبي الحسن بن القطان، وعنه أخذ الشيخ أبو حامد الإسفراييني أول قدومه بغداد.
وكان فقيهاً ورعاً، حكي عنه أنه قال: ما أعلم لأحد علي مظلمة.
تكرر ذِكره في كتاب الروضة والمهذب.

## وفاته
توفي في رجب سنة ست وستين وثلاثمائة (366هـ)، بعد شيخه ابن القطان بسبع سنين.